# Heliocypha
Genre
Heliocypha est un genre d'insectes odonates (libellules) du sous-ordre des Zygoptera (demoiselles) de la famille des Chlorocyphidae. 

## Répartition
Ce genre de demoiselles est présent en Asie depuis l'Inde jusqu'en Indonésie et en Malaisie en passant par la Chine, le Vietnam, la Birmanie et la Thaïlande.

## Dénomination
Le genre Heliocypha a été décrit par l'entomologiste britannique Frederick Charles Fraser en 1949 avec pour espèce type Rhinocyphja bisignata Hagen, 1853,. Le nom Heliocypha a été suggéré par l'entomologiste britannique Frank Fortescue Laidlaw.

## Description
Les demoiselles du genre Heliocypha sont caractérisées par un triangle mésothoracique presque équilatéral de couleur rose marqué de chaque côté par une tache triangulaire allongée d'une couleur identique. Les ailes antérieures et postérieures sont étroites avec à peu près la même largeur. Il semble n'y avoir aucune différence entre les nervurations pour les séparer du genre Rhinocypha.

## Publication originale
- (en) Fraser, C. F. 1949. A revision of the Chlorocyphidae with notes on the classification of the Selysia species rubida, glauca, cyanifrons and curta. Bulletin de l'Institut royal des Sciences naturelles de Belgique, 25(6): 1-50.

## Taxinomie
Liste des espèces,.
- Heliocypha angusta (Hagen in Selys, 1853)
- Heliocypha biforata (Selys, 1859)
- Heliocypha biseriata (Selys, 1859)
- Heliocypha bisignata (Hagen in Selys, 1853)
- Heliocypha fenestrata (Burmeister, 1839)
- Heliocypha mariae (Lieftinck, 1930)
- Heliocypha nubecula (Lieftinck, 1948)
- Heliocypha perforata (Percheron, 1835)
- Heliocypha vantoli Hämäläinen, 2016[6]

## Galerie

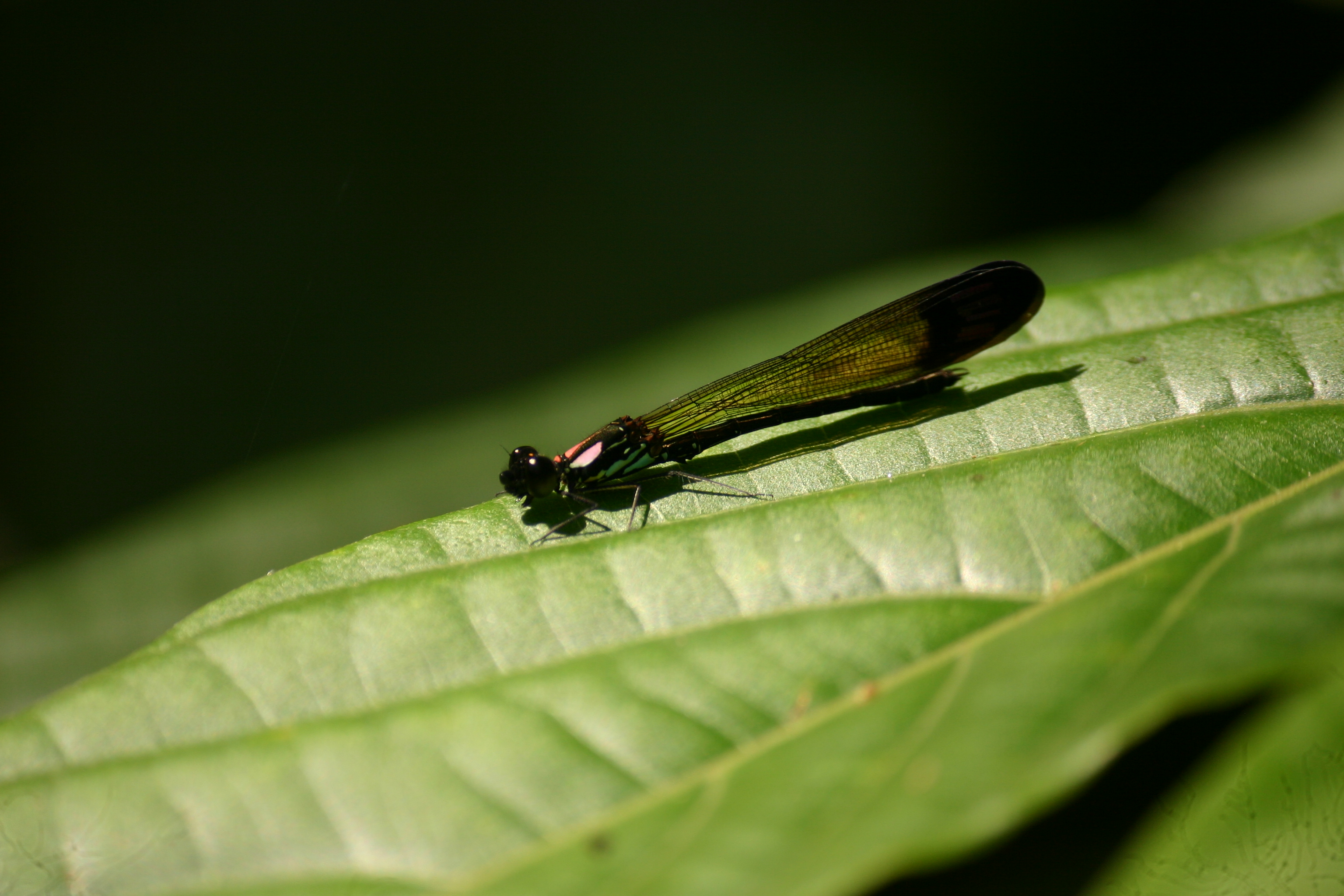
Heliocypha biforata
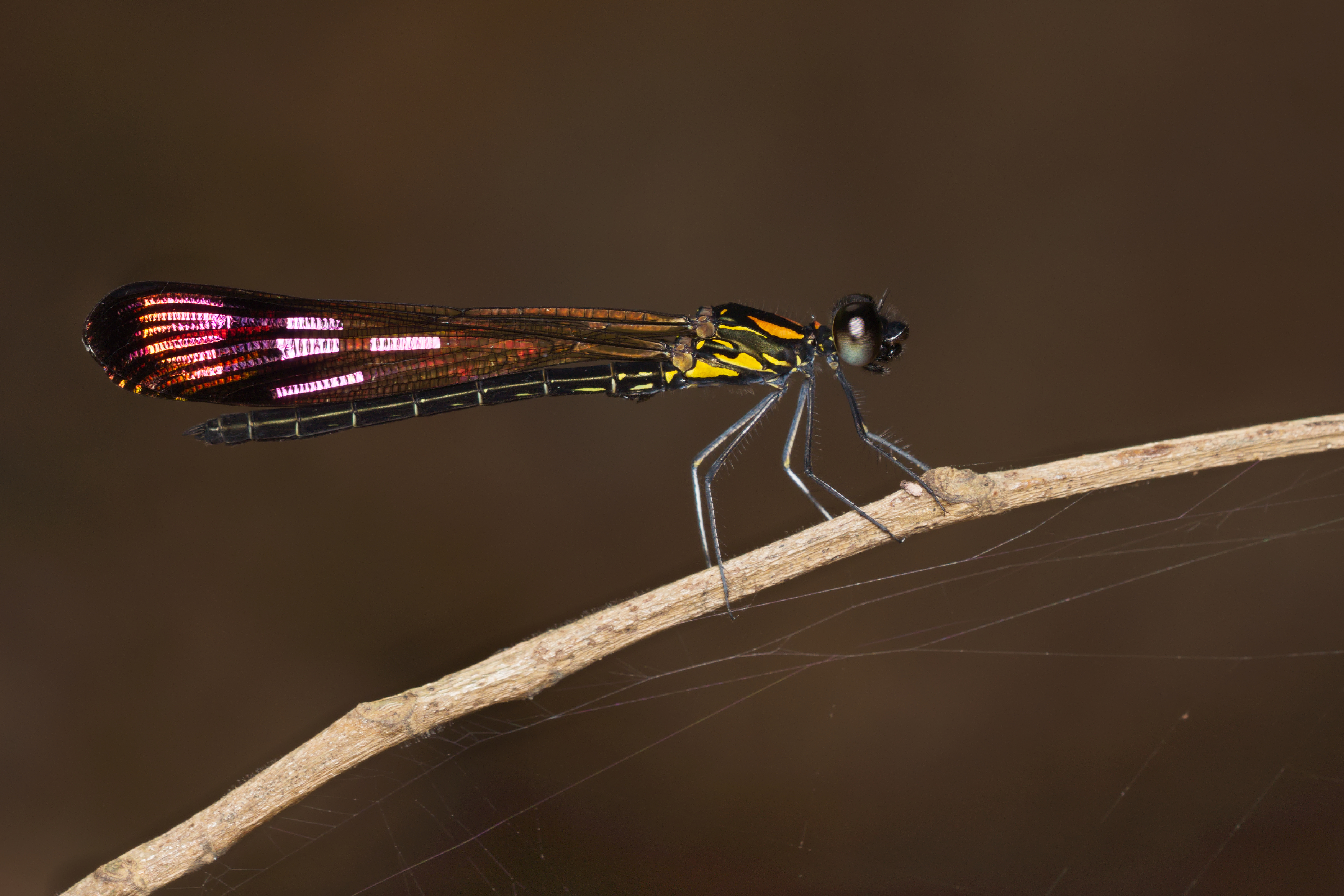
Heliocypha bisignata ♂
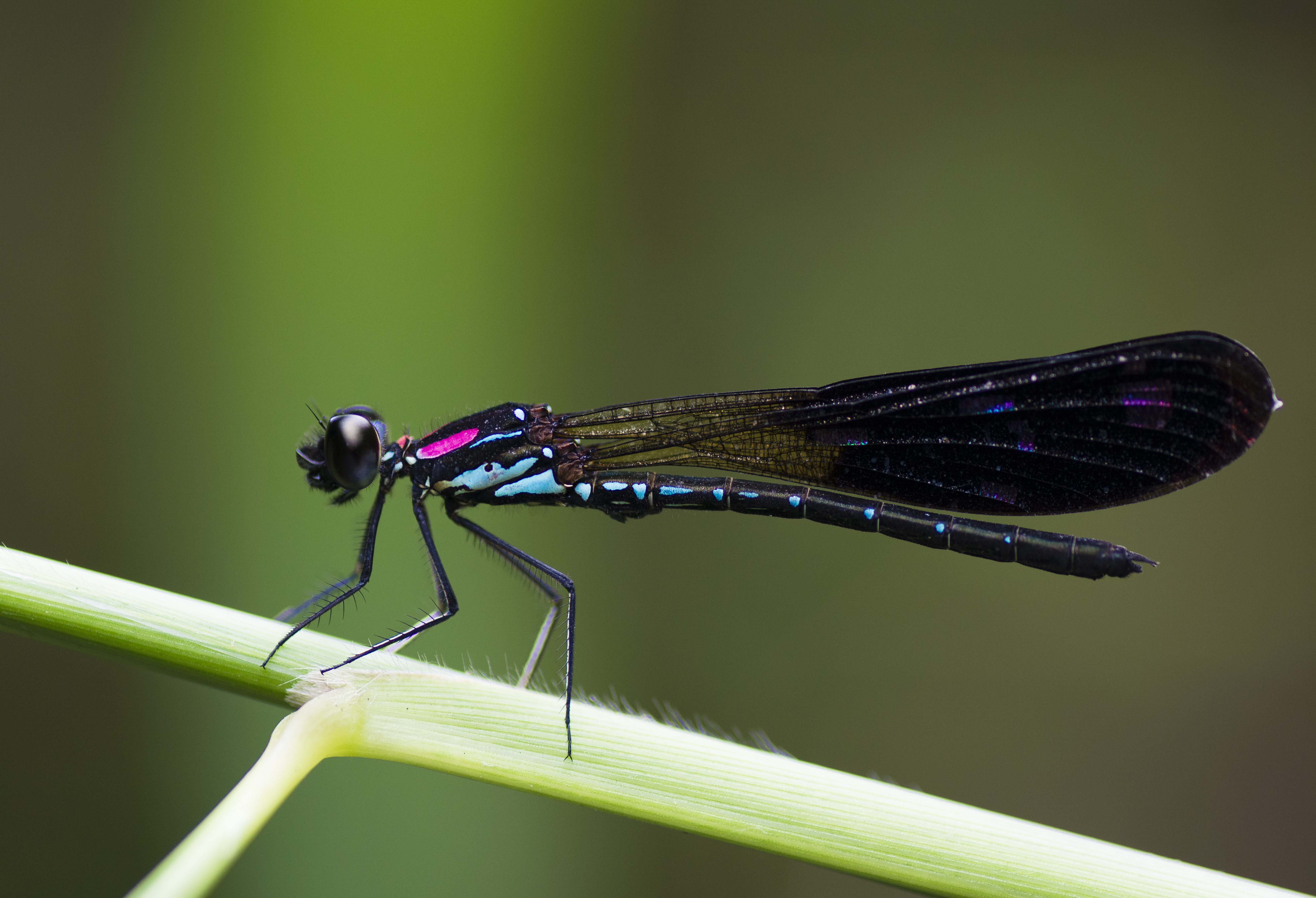
Heliocypha fenestrata